# Carcerato (gastronomia)
Il carcerato o rigaglia è un piatto della cucina tradizionale pistoiese.

## Preparazione
Si tratta di una pappa ottenuta facendo cuocere del pane raffermo unito al brodo di cottura delle interiora del vitello, a cui, a piacere delle persone, si può aggiungere, una volta nel piatto, formaggio grattato e pepe.
Le interiora cotte vengono spesso servite come secondo con il nome di rigaglia. In alcuni casi insieme al pane vengono unite alcune verdure, come carote e piselli, e un poco di burro, anche se la ricetta originaria non le prevede. 

## Storia
Il piatto nacque nel carcere di Santa Caterina in Brana di Pistoia, che si trova tuttora accanto a quelli che un tempo erano i macelli comunali, quando detenuti e secondini si facevano dare gli scarti della macellazione per realizzare così un pasto più energetico del semplice pane e acqua.
Il nome sembra derivare dal fatto che a Pistoia i macelli comunali erano vicini alle carceri, i carcerati chiesero il permesso alle autorità di poter avere le interiora che venivano buttate via, da qui la possibile origine di questa zuppa.